# 內港客運碼頭
內港客運碼頭位於澳門半島內港第11A號碼頭。於2008年2月23日啟用並取代第14號碼頭粵通碼頭，內港客運碼頭是現時澳門其中一個海路出入境口岸。

## 沿革
原設於內港第14號碼頭的粵通碼頭，由於是十六浦計劃興建範圍內，十六浦所屬公司便全資興建新碼頭，以讓原於粵通碼頭停泊的所有客運航線改到內港客運碼頭繼續營運。
1984年11月12日，澳門內港至珠海灣仔航線開始。
而有鑑於進出內港客運碼頭的客船需要與大量航行於內港的漁船、貨船及舢舨等各類船隻共同使用內港航道。為了減低高速客船進出內港時，對其他船隻及靠泊碼頭和錨泊區之船隻造成的影響，政府決定由2009年9月24日將內港客運碼頭至深圳蛇口的客運航線遷到氹仔臨時客運碼頭。
2010年1月29日起，往來澳門至江門航線也遷到氹仔臨時客運碼頭停泊；與此同時，內港客運碼頭也被降格為只連接對岸的普通跨境渡輪碼頭。
2016年1月17日，因應對岸灣仔口岸臨時聯檢棚安全不符標準而於當天起停用，往來灣仔口岸至內港客運碼頭的航運亦需要暫停。由於此乃內港客運碼頭現時唯一的航線，內港客運碼頭亦會暫停運作直至另行通知。
2019年8月20日，行政長官候選人賀一誠，出席選委會第三界別（勞工、社會服務、宗教界）專場座談會，席間表示要盡早恢復往來珠海灣仔與內港間的航線，同時亦要增加灣仔到氹仔的航線，他認為這樣未來可有效分流旅客，同時亦可有效減低關閘及未來青茂口岸的壓力。賀一誠並引述內地回覆表示，珠海灣仔口岸在2020年6月會完成整頓。
2019年9月26日，灣仔口岸重建改造工程，正式啟動。重建改造工程，由華發集團負責。
2019年12月26日，珠海市政府公佈，灣仔口岸已完成陆上基建工作。拟于2020年春节前，恢复通关。
2019年12月30日，澳門特區政府宣佈，灣仔口岸翌年1月23日下午正式恢復通關，並同步重啟往返澳門到珠海灣仔航線。時間為每天07:00-22:00。
2020年1月23日，湾仔口岸正式恢复通关。往返澳門到珠海灣仔航線，恢復營運。
2020年1月26日，受疫情防控影響，往返澳門到珠海灣仔航線，班距改為30分鐘一班。
2020年3月27日，中國大陸广东省人民政府宣布，自該天06:00起，所有經中國大陸廣東省，任何一個出入境口岸入境的旅客（含港澳臺和中轉旅客），須進行核酸檢測，並集中隔離十四天。往返澳門至珠海的航線暫停服務直至另行通知。
2020年8月20日，經珠澳兩地政府充分溝通協商，全面評估兩地疫情實際情況後，往返澳門到珠海灣仔航線，恢復營運。
2021年8月4日起，因澳門出現四宗流入社區變異病毒個案，往返澳門內港至珠海灣仔航線暫停營運，直至9月10日才恢復。
2021年9月25日14:00起，因澳門出現兩宗流入社區確診個案，往返澳門內港至珠海灣仔航線，再次暫停營運。
2021年10月21日起，隨著珠澳口岸放寬通關措施實施，澳門內港至珠海灣仔航線恢復營運。
2022年1月14日下午，因應珠海當地疫情防控需要，往返珠海灣仔口岸的海上客運服務航線自2022年1月14日下午3時起暫停營運，直至1月31日恢復營運。
2022年4月25日晚上，受內港多艘漁船連環大火影響，往返珠海灣仔口岸的海上客運服務航線臨時停航，期間計劃在翌日（2022年4月26日）上午恢復，但受大火死恢復燃影響加上其中1艘漁船下沉位置影響航道通航，該航線繼續暫停直至另行通知。
2022年4月26日下午2時許，海事及水務局宣佈澳門內港至珠海灣仔海上客運航線於當天下午3時復航，並要求船公司在復航時注意安全和在現場海面加放訊息指示燈，確保夜間航行安全。
2022年6月19日，海事及水務局宣佈因應疫情防控需要，澳門內港客運碼頭往返珠海灣仔口岸的海上客運服務，於今日（19日）中午12時起暫停，直至8月5日上午恢復。

## 設施
內港客運碼頭佔地總面積約900平方米，泊位總長度93米，同時可供三艘客船靠泊。

### 客運大樓樓層分佈
| 3F | 辦公室   |                                                      |
| 2F | 出境大堂 | 7條自助過關通道、2個出境人工櫃位、售票處、旅客候船室 |
| 1F | 入境大堂 | 6條自助過關通道、2個入境人工櫃位                     |

## 航線資料
內港客運碼頭由粵通船務經營以下航線：

### 跨境渡輪
- 澳門內港-珠海灣仔（由粵通船務執行）

### 本地渡輪
- 澳門海上遊

## 對外交通

### 巴士
M136 粵通碼頭（Ponte Cais N. 14）
路線：1、2、3A、5、10、11、16、16S、18、18B、21A、26、MT4、N3
M137 內港客運碼頭（Terminal Marítimo de Passageiros do Porto Interior）
路線：1、2、3A、5、10、11、18、18B、21A、26、71S、MT4、N3
M138 司打口總站（Praça Ponte Horta／Terminal）
路線：3A
M139 司打口（Praça Ponte Horta）
路線：1、2、5、6B、10、11、16、16S、21A、26、55、60、65、71S、MT4、N3

### 酒店及娛樂場免費接駁車（發財車）
本站往返威尼斯人的免費接駁路線已經停止營運。欲前往威尼斯人的旅客，需往媽閣方向步行到鄰近的「司打口」站搭乘26、71S、MT4路線。

## 圖片集

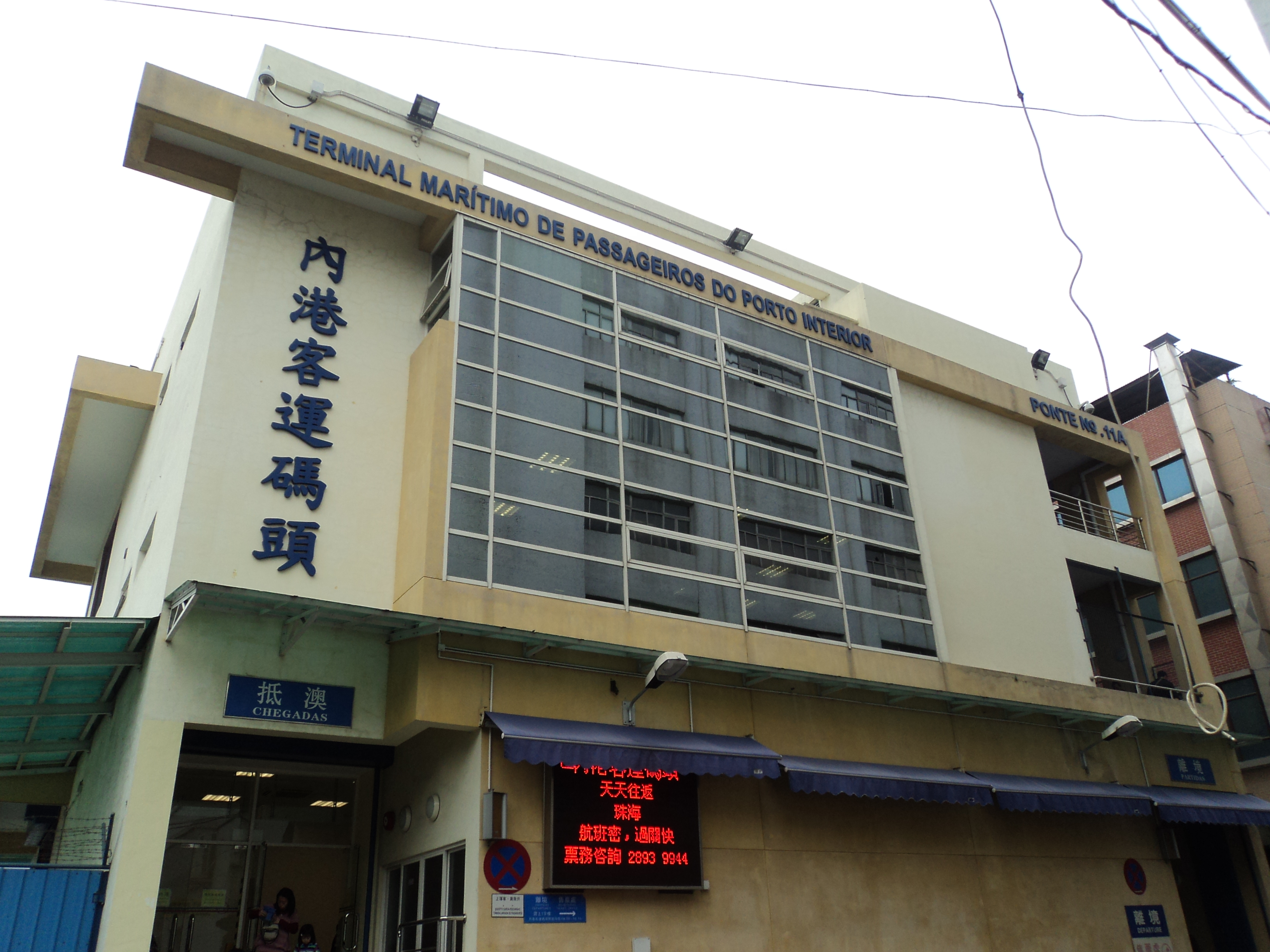
2011年3月的內港客運碼頭。
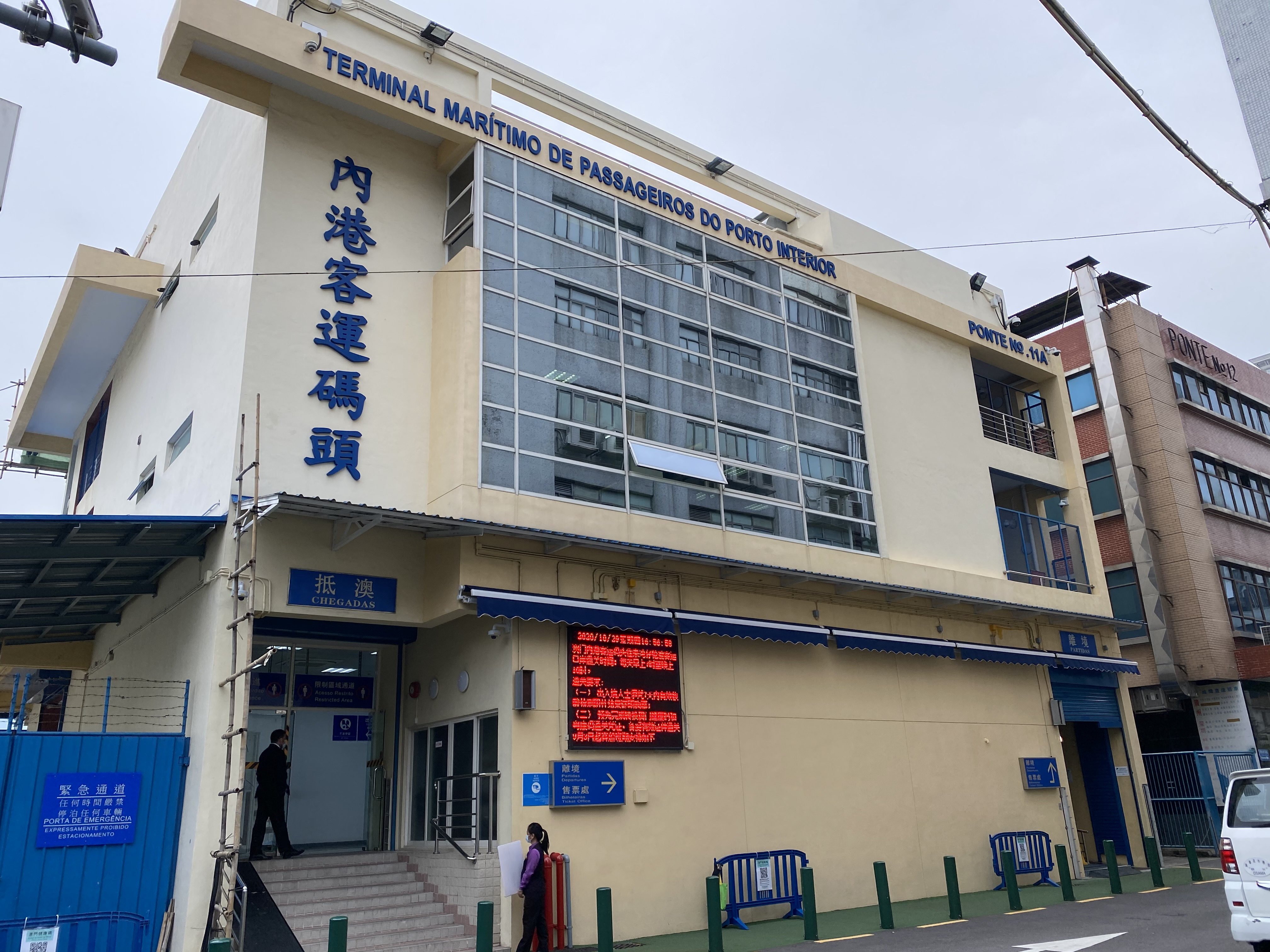
2020年10月，防疫常態化下的內港客運碼頭。